# Edward Walter Maunder
Edward Walter Maunder  (London, 12. travnja 1851. – London, 21. ožujka 1928.), engleski astronom. Sa zvjezdarnice Greenwich 40 je godina svakodnevno opažao Sunce i Sunčeve pjege. Otkrio je diferencijalnu rotaciju – pojavu da je period vrtnje na ekvatoru kraći od perioda vrtnje na većim širinama. Zapazio je da postoji veza između Sunčeve aktivnosti i poremećaja Zemljina magnetskoga polja. Utvrdio je da se je između 1645. i 1715. pojavljivalo vrlo malo Sunčevih pjega (oko 50 pjega u 30 godina) i bilo malo opažanja polarne svjetlosti (Maunderov minimum) što je u Europi bilo popraćeno takozvanim Malim ledenim dobom.

## Doprinosi

### Maunderov minimum
Promjene koje opažamo na Suncu i nazivamo Sunčevom aktivnošću odvijaju se periodično u ciklusima prosječne duljine 11 godina. Ciklusi variraju u duljini, između 8 i 15 godina. Te promjene obuhvaćaju:
- količinu izračene energije (Sunčeva konstanta)
- brojnost i raspored Sunčevih pjega
- brojnost Sunčevih baklji
- oblik i veličinu korone

Vremenski period najveće aktivnosti naziva se Sunčev maksimum. Može trajati nekoliko godina, ovisno o aktivnosti pjega i baklji. Postoje i dulja periodička razdoblja Sunčeve aktivnosti. U povijesti je poznat Maunderov minimum, razdoblje u drugoj polovici 17. stoljeća tijekom kojega je broj Sunčevih pjega bio izuzetno malen. Zbio se istovremeno s razdobljem hladnih godina, nazvanog Malo ledeno doba. Nije sasvim jasno jesu li klimatske promjene bile uzrokovane ekstremno niskom Sunčevom aktivnošću.

### Diferencijalna rotacija
Diferencijalna rotacija je pojava različitih perioda vrtnje dijelova nebeskog tijela, a javlja se kada vidljiva površina tijela nije čvrsta. Primjer su Sunce i divovski planeti (na primjer Jupiter), kojima je period vrtnje ekvatorskih krajeva kraći od perioda vrtnje krajeva bližih polu.